# Carriches
Carriches – gmina w Hiszpanii, w prowincji Toledo, w Kastylii-La Mancha, o powierzchni 18,67 km². W 2011 roku gminę zamieszkiwało 301 mieszkańców.